# 프란시스코 요렌테 헨토
프란시스코 "파코" 요렌테 헨토(스페인어: Francisco "Paco" Llorente Gento, 1965년 5월 21일, 카스티야 이 레온 주 바야돌리드 ~)는 스페인의 전 축구 선수로, 현역 시절 주로 우측 미드필더로 활약하였다.
그는 총 207번의 라 리가 경기에 출전해 11골을 넣었는데, 그가 활약했던 구단은 아틀레티코 마드리드, 레알 마드리드, 콤포스텔라였다.

## 클럽 경력
요렌테는 카스티야 이 레온 주 바야돌리드 사람이다. 그는 레알 마드리드 유소년부에서 몸담기도 했지만, 이웃 아틀레티코 마드리드에서 성인 무대 신고식을 치르고 2년 동안 비교적 많은 기회를 받았다. 1987년, 주력과 기술로 두각을 나타내던 그는 레알 마드리드에 재입단했다.
공격수로도 활약했던 요렌테이지만, 주전으로 도약하는데 어려움을 겪었는데, 그가 주로 맡는 역할은 미첼이 가져갔고, 공격진에는 우고 산체스와 에밀리오 부트라게뇨가 버티고 있었다. 그가 빛난 순간은 포르투와의 1987–88 시즌 유러피언컵 2라운드 2차전 경기였는데, 마드리드가 안방에서 2-1로 이기고 이 경기에서 0-1로 밀리고 있었던 와중에 투입되어 50년대와 60년대에 맹활약한 그의 삼촌 프란시스코 헨토처럼 측면을 전광석화로 돌파하여 미첼의 골을 두 번 도왔다.
1989–90 시즌, 존 토샥이 신임 감독으로 부임하면서, 그의 출전 시간은 급격하게 줄었는데, 베니토 플로로가 지휘봉을 잡은 마드리드에서의 말년에는 우측 수비수로서 어느정도 출전 시간을 잡았다. 1998년, 그는 1부 리그 하위권 콤포스텔라에서 4년을 더 활약하고 33세에 현역에서 은퇴하였다.

## 국가대표팀 경력
요렌테는 1987년 11월 18일, 알바니아와의 UEFA 유로 1988 예선전에서 스페인 국가대표팀 경기에 딱 한 번 출전했는데, 세비야에서 벌어진 이 경기에서 터진 다섯 골 중 한 골의 주인이 바로 그였다. 그러나, 그는 서독에서 벌어진 본선에 참가할 선수 명단에 이름을 올리지는 못했다.

## 사생활
요렌테는 체육계 가문 출신이다: 그의 삼촌 외에도 두 형과 남동생도 프로 선수로 활동하였다. 큰형 호세 루이스(1959년생)와 작은형 토닌(1963년생)은 농구 1부 리그에서 10년 넘게 활동하였는데, 레알 마드리드 발론세스토 선수였던 적이 있고, 남동생 훌리오(1966년생)는 수비수로서 400번이 넘는 공식 경기에 출전하였는데, 1988년부터 1990년 사이에는 파코와 함께 레알 마드리드 소속 선수였다.
그는 레알 마드리드의 전설적인 축구 선수 프란시스코 헨토의 조카이며, 그의 아들 마르코스도 레알 마드리드에서 활약한 적이 있다.

## 수상
레알 마드리드
- 라 리가: 1987–88, 1988–89, 1989–90
- 코파 델 레이: 1989–90, 1992–93
- 수페르코파 데 에스파냐: 1988, 1989(리그 및 컵대회 2관왕으로 자동 획득), 1990, 1993